# Batalha de Suaquém (1541)
A Batalha de Suaquém de 1541 foi um encontro armado ocorrido em 1541 na cidade de Suaquém, detida pelo Império Otomano, e que foi atacada, saqueada e arrasada pelas forças portuguesas sob o comando do governador da Índia, Dom Estêvão da Gama .

## Contexto
Suaquém era uma das, senão a mais próspera cidade da costa ocidental do Mar Vermelho. Caiu sob o domínio otomano depois de terem eles conquistado o sultanato mameluco do Egipto em 1517.
Em 1538 atacaram os turcos otomanos a fortaleza portuguesa de Diu no Guzerate, na Índia, e dois anos depois considerou o governador português da Índia, Dom Estevão da Gama que havia chegado o momento próprio para uma expedição punitiva os otomanos no Mar Vermelho. Para o efeito, partiu de Goa em janeiro de 1541 à frente de uma frota de 80 navios e 2000 soldados, com vista a destruir a frota turca então atracada no Suez.

## Batalha
A caminho de Suez, os portugueses ancoraram em Massuá, e de lá Dom Estevão ordenou ao seu irmão Dom Cristóvão que prosseguisse com uma pequena flotilha para bloquear a ilha de Suaquém, até que pudesse ele chegar com reforços.
Informado da aproximação portuguesa, o governante de Suaquém retirou-se para o continente com seu tesouro e a sua guarda turca. A uma légua de distância da cost (6km) estabeleceu um acampamento. Dom Estevão chegou em 22 de fevereiro com uma força naval maior e iniciou negociações, tendo em vista obter pilotos que o guiassem até Suez e obter um resgate em troca de não saquear a cidade.
Após vários dias de negociações inúteis, a 8 de março desembarcou Dom Estevão 1.000 homens no continente antes do nascer do sol, determinado a atacar o acampamento. O governador dividiu as suas tropas em dois esquadrões de 500 homens cada, um comandado pessoalmente, levando por diante um estandarte com a Cruz de Cristo, e outro pelo seu irmão Dom Cristóvão, que seguiria na vanguarda.
Os portugueses alcançaram o acampamento antes do amanhecer e apanharam os seus ocupantes de surpresa, invadiram-no e causaram grandes estragos, matando muitos e obrigando os restantes à fuga. O acampamento foi então saqueado e tudo o que não pudesse ser levado de volta para a frota foi incendiado.
No dia seguinte, Dom Cristóvão saqueou Suaquém à frente de todas a tropa portuguesa, que arrasaram depois a cidade, os soldados demolindo os prédios. Foram obtidos ricos despojos, incluindo fornecimentos de comida, mercadorias valiosas, bem como reféns, mais tarde devolvidos posteriormente em troca de resgate. Os portugueses deixaram Suaquém a 9 ou 10 de março de 1541.